# 李党
李党，指的是唐朝后期著名的朋党之争——牛李党争中的李党，源于李党领袖李德裕。
牛李党争发生在九世纪的前半叶，两派的斗争持续了四十余年之久。李党以裴度、郑覃、李德裕为首，李党成员多来自世族，与来自地方藩的牛党相互倾轧，直至唐宣宗大中初年李宗闵、牛僧孺、李德裕相继病死任上，牛李党争才告一段落，余波延续到咸通年间。当时的著名诗人李商隐、杜牧、温庭筠等亦牵连其中。
李党早期领袖可以认为是裴度(765-839年)，与之针锋相对的李逢吉(758-835年)可认为是牛党魁首，双方活跃于唐宪宗、穆宗、敬宗之时；李党中期领袖是李德裕(787-849年)，同为李党首领的包括郑覃(?-842年)、李绅(772-846年)，对应的牛党领袖为李宗闵(787-846年)、牛僧孺(779-847年)等，双方活跃于唐穆宗、敬宗、文宗、武宗之时；晚期以白敏中(792-863年)、令狐綯(795-872年)为首的牛党活跃于唐宣宗之时，相继秉政十余年，李党成员多在地方任职，无公认领袖；唐懿宗之初，牛党宰相相继被贬，李党后进人士也有拜相的，但牛李党争已经淡去。